# بيوسنس
بيوسنس (بالإنجليزية: BioSense)‏ هو برنامج منبثق عن مراكز مكافحة الأمراض والوقاية منها (CDC) يتعقب المشكلات الصحية وتطورها، ويقدم البيانات والمعلومات والأدوات اللازمة لمسؤولي الصحة العمومية للاستعداد بشكل أفضل لتنسيق الاستجابات التي تهدف إلى حماية وتحسين صحة الشعب الأمريكي. 

ومن خلال دمج المعلومات على المستوى المحلي ومستوى الولايات، تقدم مراكز مكافحة الأمراض والوقاية منها صورة متماسكة وفي الوقت المناسب على المستويات الإقليمية (أي متعددة الولايات) والوطنية، كما سيتم العمل على تحسين فوائد برنامج بيوسنس.
وفيما يلي المكونات الأساسية لإعادة تصميم برنامج بيوسنس:
- المساعدة في بناء البنية التحتية للمراقبة الصحية والقدرات التي تتمتع بها القوى العاملة حسب الضرورة على مستويات الدولة والمستويات المحلية والقبلية والإقليمية
- تسهيل تبادل المعلومات التي يمكن استخدامها لتنسيق الاستجابات ورصد النتائج ذات الصلة بالصحة بشكل روتيني وخلال الحدث
- الإبقاء على الغرض الأصلي من برنامج بيوسنس للكشف عن الأحداث وتوصيفها (أو التهديدات المتعلقة بالصحة) في وقت مبكر عن طريق تطوير أنظمة وزارة الصحة وبرامجها.
- توسيع الفوائد والمزايا المتعلقة ببيانات بيوسنس للاستخدام المتعدد و[خطة مواجهة جميع المخاطر] بحيث يتم تجاوز الكشف المبكر عن الحدث، وتقديم المعلومات للتوعية الآنية الصحية للجمهور، فضلاً عن الممارسة الصحية الروتينية العامة، وزيادة نتائج الصحة المحسنة والصحة العامة
- تحسين القدرة على الكشف عن التهديدات ذات الصلة بالصحة في حالات الطوارئ من خلال دعم تعزيز الأنظمة للإشارة إلى التنبيهات المتعلقة بالمشاكل المحتملة
- زيادة مشاركة السلطات القضائية المحلية والتابعة للدولة في برنامج بيوسنس
- التقدم في العلوم والتكنولوجيا[1]

## تفويض بيوسنس وإنشائه
من خلال تفويض بموجب قانون الاستجابة لأمن الصحة العمومية والاستعداد للإرهاب البيولوجي لعام 2012، أطلق مركز مكافحة الأمراض والوقاية منها برنامج بيوسنس عام 2003 لوضع نظام وطني متكامل عام للمراقبة الصحية بغرض الكشف المبكر والتقييم السريع للأمراض المتعلقة بالإرهاب البيولوجي المحتمل.

## بيوسنس 2.0
بحلول نوفمبر 2011، سوف يعمل برنامج ريديزايند بيوسنس (أو بيوسنس 2.0) (Redesigned BioSense) على تطوير بيئة يسيطر عليها المجتمع (تم توزيعها معماريًا في نموذج سحابي) وتحكمها جمعية مسؤولي الصحة في الولايات والمقاطعات (ASTHO)، وذلك بالتنسيق مع مجلس الدولة والأمراض الوبائية الإقليمية (CSTE)، والرابطة الوطنية لمسؤولي الصحة في المقاطعات والمدن (NACCHO)، والجمعية الدولية لمراقبة الأمراض (ISDS). وسوف توفر جمعية مسؤولي الصحة في الولايات والمقاطعات هذه الخدمة للولايات بهدف استقبال معلومات المراقبة السريرية وإدارتها.
بعد ذلك تسمح بيئة بيوسنس 2.0 السحابية للإدارات الصحية الحكومية والمحلية بالوصول إلى البيانات التي من شأنها دعم التوسعات المحتملة لأنظمة المراقبة السريرية في إطار استخدام برنامج ميننجفول يوز (Meaningful Use). ويكون لدى الولايات التي تختار استخدام هذه الأداة المساعدة «منطقة» آمنة يمكنهم التحكم بها، ويمكن استخدامها لإدارة معلومات المراقبة المتزامنة أو تبادلها.